# Balkan Cup w biegach narciarskich 2013
Balkan Cup w biegach narciarskich 2013 to kolejna edycja tego cyklu zawodów. Rywalizacja rozpoczęła się 12 stycznia 2013 w greckim Metsowie, a zakończyła 31 marca 2013 w bośniackim Dvorista/ Pale.
Obrończynią tytułu wśród kobiet była Bułgarka Teodora Małczewa, a wśród mężczyzn Bułgar Weselin Cinzow.

## Kalendarz i wyniki

### Kobiety
| Lp. | Data             | Miejscowość              | Dystans                | 1. miejsce                 | 2. miejsce                 | 3. miejsce       |
| --- | ---------------- | ------------------------ | ---------------------- | -------------------------- | -------------------------- | ---------------- |
| 1.  | 12 stycznia 2013 | Metsowo                  | sprint stylem dowolnym | Antonija Grigorowa-Burgowa | Tanja Karišik              | Teodora Małczewa |
| 2.  | 13 stycznia 2013 | Metsowo                  | 5 km stylem dowolnym   | Antonija Grigorowa-Burgowa | Tanja Karišik              | Teodora Małczewa |
| 3.  | 2 lutego 2013    | Zlatibor                 | 5 km stylem dowolnym   | Odwołano                   | Odwołano                   | Odwołano         |
| 4.  | 3 lutego 2013    | Zlatibor                 | 5 km stylem dowolnym   | Odwołano                   | Odwołano                   | Odwołano         |
| 5.  | 2 marca 2013     | Mawrowo                  | 5 km stylem dowolnym   | Teodora Małczewa           | Tanja Karišik              | Vedrana Malec    |
| 6.  | 3 marca 2013     | Mawrowo                  | 5 km stylem dowolnym   | Teodora Małczewa           | Tanja Karišik              | Vedrana Malec    |
| 7.  | 16 marca 2013    | Predeal/ Valea Rasnoavei | 5 km stylem klasycznym | Vedrana Malec              | Emőke Szőcs                | Timea Sara       |
| 8.  | 17 marca 2013    | Predeal/ Valea Rasnoavei | 10 km stylem dowolnym  | Emőke Szőcs                | Timea Sara                 | Vedrana Malec    |
| 9.  | 23 marca 2013    | Erzurum                  | 5 km stylem klasycznym | Odwołano                   | Odwołano                   | Odwołano         |
| 10. | 24 marca 2013    | Erzurum                  | 5 km stylem dowolnym   | Odwołano                   | Odwołano                   | Odwołano         |
| 11. | 30 marca 2013    | Dvorista – Pale          | 5 km stylem dowolnym   | Barbara Jezeršek           | Eva Severrus               | Anamarija Lampič |
| 12. | 20 marca 2016    | Dvorista – Pale          | 5 km stylem dowolnym   | Barbara Jezeršek           | Antonija Grigorowa-Burgowa | Teodora Małczewa |

### Mężczyźni
| Lp. | Data             | Miejscowość              | Dystans                 | 1. miejsce             | 2. miejsce           | 3. miejsce        |
| --- | ---------------- | ------------------------ | ----------------------- | ---------------------- | -------------------- | ----------------- |
| 1.  | 12 stycznia 2013 | Metsowo                  | 5 km stylem dowolnym    | Weselin Cinzow         | Stefan Lopatic       | Rejhan Šmrković   |
| 2.  | 13 stycznia 2013 | Metsowo                  | 10 km stylem dowolnym   | Weselin Cinzow         | Nemanja Košarac      | Sanjin Dizdarevic |
| 3.  | 2 lutego 2013    | Zlatibor                 | 10 km stylem dowolnym   | Odwołano               | Odwołano             | Odwołano          |
| 4.  | 3 lutego 2013    | Zlatibor                 | 10 km stylem dowolnym   | Odwołano               | Odwołano             | Odwołano          |
| 5.  | 2 marca 2013     | Mawrowo                  | 10 km stylem dowolnym   | Weselin Cinzow         | Edi Dadić            | Darko Damjanowski |
| 6.  | 3 marca 2013     | Mawrowo                  | 10 km stylem dowolnym   | Weselin Cinzow         | Edi Dadić            | Andrej Burić      |
| 7.  | 16 marca 2013    | Predeal/ Valea Rasnoavei | 10 km stylem klasycznym | Paul Constantin Pepene | Viorel Andrei Palici | Andrej Burić      |
| 8.  | 17 marca 2013    | Predeal/ Valea Rasnoavei | 15 km stylem dowolnym   | Paul Constantin Pepene | Viorel Andrei Palici | Edi Dadić         |
| 9.  | 23 marca 2013    | Erzurum                  | 10 km stylem klasycznym | Odwołano               | Odwołano             | Odwołano          |
| 10. | 24 marca 2013    | Erzurum                  | 10 km stylem dowolnym   | Odwołano               | Odwołano             | Odwołano          |
| 11. | 30 marca 2013    | Dvorista – Pale          | 5 km stylem dowolnym    | Milanko Petrović       | Boštjan Klavžar      | Damir Rastić      |
| 12. | 20 marca 2016    | Dvorista – Pale          | 5 km stylem dowolnym    | Milanko Petrović       | Damir Rastić         | Andrej Burić      |

## Klasyfikacje
| Lp. | Zawodnik                   | Punkty |
| --- | -------------------------- | ------ |
| 1.  | Teodora Małczewa           | 460    |
| 1.  | Vedrana Malec              | 460    |
| 3.  | Antonija Grigorowa-Burgowa | 380    |
| 4.  | Nina Broznić               | 320    |
| 4.  | Tanja Karišik              | 320    |
| 6.  | Belma Šmrković             | 227    |
| 7.  | Dejana Košarac             | 212    |
| 8.  | Timea Sara                 | 180    |
| 9.  | Anja Ilić                  | 149    |
| 9.  | Ivana Kovačević            | 149    |

| Lp. | Zawodnik               | Punkty |
| --- | ---------------------- | ------ |
| 1.  | Weselin Cinzow         | 450    |
| 2.  | Edi Dadić              | 356    |
| 3.  | Andrej Burić           | 315    |
| 4.  | Sanjin Dizdarevic      | 229    |
| 5.  | Dżewad Hadzifejzovic   | 216    |
| 6.  | Paul Constantin Pepene | 200    |
| 6.  | Milanko Petrović       | 200    |
| 8.  | Ajlan Rastić           | 184    |
| 9.  | Mladen Plakalović      | 182    |
| 10. | Nemanja Košarac        | 166    |